# Euxoa redimicula
Euxoa redimicula là một loài bướm đêm trong họ Noctuidae.